# Leudinus Bodo
 (novembre 2021).
Leudinus Bodo († après 673 (?)), encore nommé saint Bodon ou saint Leudin est le dix-septième évêque de Toul. Attaché au pays d'Ornois proche de la vallée de la Meuse, il est à l'origine de la fondation du ban, à l'origine de la grande paroisse d'Etival dans les Vosges. Il est inhumé dans la crypte saint Mansuy en 672 ou 673. Ce successeur d'Eborin et prédécesseur d'Adéodat, était honoré le 11 septembre. L'abbaye Saint-Jean de Laon possédait une grande partie de ses reliques.

## Un membre d'une lignée aristocratique
Ce vir egregius, santus ac venerabilis des commentateurs religieux correspond à un personnage historique, Leudinus Bodo, en français Leudin Bodon ou Bodon Leudin qui appartient à une des grandes familles leudes austrasiens. Au VIIe siècle, cette famille est influente au sud de l'Austrasie, en particulier aux confins de la Burgondie ou en Alsatia naissante. Les prénoms redondants, d’abord masculins Leuduinis ou Leudwin, Gunduinus ou Gundwin, ou féminins Salaberge, Theutberge signalent ses membres à l'historien médiéviste.
La famille Bodon a-t-elle exercé auparavant des responsabilités comtales dans le vaste pays du Chaumontois, le fameux pagus calvomontensis ? A-t-elle fondé à titre privé des fondations religieuses ou monastères, tels que Wissembourg ou Saint-Jean-de-Laon ? Bénéficie-t-elle alors de la faveur du puissant maire du palais Grimoald ? Probablement.
Leudinus Bodo a-t-il fondé un vrai monastère à Etival ou un petit moutier éphémère pour garder par la prière le lieu d'assemblée ?  Les anciens Prémontrés d'Etival suggèrent dans la pierre que la vraie vie monacale commence avec l'installation de premiers chanoines réguliers par l'impératrice Richarde ou les chanoinesses d'Andlau après 886.  

## Personnage de la tradition religieuse
Leudinus Bodo, premier fils du leude Gondouin (Gundwin) et de Saretrude, est le frère de Fulculphe Bodon et de Salaberge, sainte honorée le 26 septembre dans le diocèse de Laon. Cette dernière femme est l'aînée de la famille. Tout comme son frère, elle a eu une pleine vie civile avant d'embrasser la vie religieuse. Mariée en secondes noces à Bason ou Boson (Blandin de Meaux), elle aurait eu cinq enfants, deux fils, Baudouin et Eustaise, trois filles, Saretrude, Anstrude, Ebane, avant d'entrer en religion et de mourir avec une auréole de sainteté abbesse de Saint-Jean à Laon vers 655. Leudin Bodon a vécu maritalement avec son épouse Odile avant de devenir évêque de Toul sans doute après 665. Les exhortations de saint Valbert et l'exemple de sa propre sœur Salaberge le décidèrent, avec sa femme, à quitter le monde pour une vie claustrale. Sa femme Odile prit le voile en l'Abbaye Saint-Jean de Laon et Bodon, s'enferma dans celui des hommes qui était voisin. Il acquit dans cette maison une telle réputation de sainteté que le peuple et le clergé de Toul le choisirent pour leur évêque, avec le consentement du roi Childéric II.
Les historiographes religieux de Toul indiquent qu'il est le fondateur de l'église saint Dizier, dans la banlieue actuelle de Nancy près de Trois-Maisons, précisément dans les environs de Bodonis villa (Boudonville), soit le domaine des Bodo. Il fonde pour les religieuses moniales Bonmoutier et aurait fondé pour des moines, Dommèvre-sur-Vezouse, Étival dans la vallée de la Meurthe et Offonville (Enfonvelle), sur un domaine près de Bourbonne-les-Bains. 
Une tradition historiographique accorde à saint Bodon un important domaine dans la contrée de Badonviller, sous une forme latinisée Bodonis villare, et surtout la participation à des fondations religieuses qui lui ont valu une vénération locale. 
Présenté en évêque de Toul, il serait à l’origine d’une donation importante, sur ces biens propres, érigeant son premier monastère entre 640 et 660. Son épiscopat est bien plus tardif, ce qui rend peu plausible cette fondation privée, à moins de la considérer comme un vœu pieux. En revanche, son éminent rôle d'administrateur comtal lui a permis de participer à la fondation du premier ban d’Etival, fondation en partie avortée puisqu'il semble l'avoir conçue encore plus important entre piémont et montagne. Cette action politique intense lui permettait d'accroître ou ses revenus ou son influence. Au terme de cette belle carrière, s'offrait l'épiscopat.   
D'une manière généreuse similaire, il apparaît aussi en fondateur privé d'un monastère de femmes à la demande de sa fille Theutberge, Bodonis monasterium, devenu Bonmoutier (sur la commune de Val-et-Châtillon). Ce monastère féminin a disparu, puis a été repris par des hommes et s'est déplacé sur une colline voisine, devenant l'abbaye de Saint-Sauveur.

## Fondateur légendaire de la paroisse d'Étival
Si Leudin Bodon est le patron de ban d'Étival après 660, il semble qu'il donne moins de sa personne pour y instaurer une vie religieuse que le pieux Romaric, fondateur au VIe siècle du ban religieux immuniste de Remiremont. Il n'existe ni traces écrites ni archives postérieures de cette fondation religieuse.
Au début du VIIe siècle, une pléiade de moutiers est animée par une multitude de moines au service des acteurs politiques et surtout de l'aristocratie. Ils participent à la vie simple des populations montagnardes et, tout en travaillant, ont déjà contribué à l'avancée notable de l'évangélisation en christianisant ou bannissant des pratiques ancestrales. 
Cette austère vie attire d'illustres représentants religieux. Ainsi, Arnoul, évêque de Metz, accorde grand intérêt à cette évangélisation dans la haute vallée de la Moselle. La légende affirme qu'il se retire dans les Vosges et y meurt en 640. La tradition l'a transformé en jovial saint Arnoux ou Arnould, auteur du miracle de la bière. Goëry, compagnon d'Arnoul, ramène sa dépouille à Metz. Ce dernier vénéré sous le nom de saint Goëry est le fondateur légendaire d'un moutier pour ses filles à Épinal. Il serait ainsi à l'origine de la paroisse d’Épinal. En réalité, ses reliques sont ramenées à Spinalium en 984 pour protéger une église, transformée en centre abbatial de chanoinesses, par l'évêque Adalbéron de Metz. En conséquence du prestige de cette institution, saint Goeury est devenu tardivement patron de la petite ville.
Ces rapports légendaires ne signalent-ils pas l'apogée vers 640 des moutiers qu'ils soient de rite irlandais, c'est-à-dire apportés par moines gyrovagues ou d'un christianisme franc repensé à l'aune des vieux rituels, s'attirant le respect et même la tolérante sympathie de hautes autorités religieuses alors que les rites et le calendrier liturgique chrétien, permettant la fixation des importantes cérémonies pascales, peuvent différer sensiblement. 
Les sculptures représentent Leudin Bodon avec le chapeau, la mitre et la crosse d'un évêque. Au moment où il contribue à poser les fondements du ban, il n'est pas évêque. Les chrétiens du ban ont pu en adoptant ce protecteur du ban d'Étival soit lui donner le statut qu'il aura à la fin de sa vie soit le transformer d'autorité en chef religieux ou papa autonome. Il est néanmoins probable que Leudin Bodon soit attaché au rite orthodoxe de Toul, donnant accès pour sa famille à l'autorité épiscopale ou au gouvernement des hommes qu'elle exerce en Austrasie. La tradition l'assimile peut-être aussi un autre membre de la famille, l'évêque Bodo qui accomplit un court épiscopat avant lui. La naissance du ban réclamait a minima une autorité administrative et une autorité religieuse. Il est aussi plausible que le ban, une fois créé, se soit fracturé par scission politique.

## Le premier ban d'Etival découpé en quatre?
La situation de Stivagium ou Stivalium, à l'origine d'Etival est remarquable. Installée sur un monticule artificiel, à un point bas au méridien de la vallée de la Meurthe, la minuscule bourgade que soupçonne au VIIe siècle l'archéologue est proche d'une ancienne voie romaine, via salinatorum devenu l'active voie des Saulniers. La Meurthe s'étale en îles, avant de s'engouffrer vers un défilé qu'évite avec prudence la voie romaine en gagnant par un pont la rive sud, aux abords de la prairie d'Etival. La Meurthe coule ensuite vers Deneuvre/Baccarat et y quitte au milieu d'une forêt alluviale le territoire des Leuques que perpétue le diocèse de Toul crée en Belgique première. 
Proposons un modèle pour la formation des premiers bans religieux de la haute vallée de la Meurthe.
La fondation d'un grand ban rassemblant toutes les vallées en amont du lieu, selon une géographie romaine classique, peut advenir pour des intérêts de contrôle et de stratégie. Leudwin et son proche parent Gundwin, qui exerce dès 640 la première charge ducale en Alsace ont esquissé ce grand ban chrétien qui a l'avantage de comprendre le parcours de la voie marchande. Ces gestionnaires du fisc royal accordent généreusement exemptions ou immunités fiscales pour favoriser cette assemblée.
Pourtant, au terme des premières décennies d'existence, le grand ban d'Etival se scinde en plusieurs entités. Une longue brouille entre les responsables de l'assemblée nommée ecclesia ou église au sens chrétien conduit à la formation vers 660-670 de bans dissidents, menée par des représentants politiques et religieux dont l'historiographie la plus sommaire a gardé deux noms Gundelbert (saint Gondelbert) à Senones et Déodat (saint Dié). Spin ou Spinule émancipe aussi une assemblée à Saint-Blaise en ban, bien avant l'installation de l'abbaye bénédictine à Moyenmoutier. Les historiens ne savent si Norpardus, fondateur de Nompatelize et donc du Haut-Ban d'Etival, est contemporain. Dans ce cas, avec d'autres acteurs dont nous ignorons le nom, tous ces personnages se sont opposés à la première administration et ont en partie obtenu des reconnaissances. 
Les montagnards vosgiens préservant l'étonnante histoire orale de Gondelbert montrent qu'il est pourchassé. Comme il apparaît en représentant des marchands, il semble être le chef de la révolte pour instaurer des bans ou communautés libres non assujettis à l'aristocrate Leudin Bodo. Déodat, représentant d'une présence guerrière, Spin, patron des rouliers sont des alliés politiques de circonstances. D'abord intangible et violent, Bodon et ses partisans ont cédé à la farouche résistance. Leudin Bodo est un personnage public. Ne veut-il pas trop se compromettre dans des guerres et persécutions cruelles ? Ou bien prévoyant des revers, préfère-t-il transiger en gardant un ascendant et préserver ses positions ? Nous n'avons aucune idée de cette transaction diplomatique, mais Leudin Bodo a gardé un minimum de capital de sympathie au point d'être sanctifié localement à Etival. Les montagnards vosgiens désignaient la contrée de Badonvillers il y a plus d'un siècle en disant le pays des gros rois fainéants.  
Par l'évocation de ses personnages légendaires ayant exercé des fonctions au sein d'une première assemblée chrétienne reconnue, s'esquisse la difficile et si controversée formation des bans primitifs et de leurs églises mères dans la montagne vosgienne au VIIe siècle. Les abbayes monastiques, fondations religieuses bien plus tardives, ont participé à cette querelle assimilant la création des grandes paroisses du XIIIe siècle à leur légitimation de préséance, de prestige et d'immunités.

## Pour aller plus loin dans la recherche
Le monde religieux mérovingien est d'abord dans la continuité un christianisme du Bas-Empire. Mais il subit, à l'instar de la société de profondes modifications au VIIe siècle, et entre 690 et 710, tous les acquis politique et chrétien, en particulier de politique sacrée, sont remis en question. Le christianisme de rite irlandais et surtout son monachisme pérégrin et les pèlerins fidèles revenant de la verte Erin a réveillé le premier christianisme gallo-romain de sa torpeur. Les familles franques ont fondé leurs institutions, s'émancipant progressivement de la tutelle de l'évêque. Nous pourrions développer l'exemple Arnoul, évêque de Metz ou encore son légendaire compagnon saint Goëry. 
Notons qu'il ne faut pas faire dériver de saint Colomban et des trois sanctuaires près de Luxeuil la source exclusive du renouveau du christianisme populaire et monachique en pays mérovingien. Le christianisme primitif est fortement ancré en Belgiques première et seconde quand Clovis, petit roi franc en quête de soutien et d'appui, choisit d'accorder les pratiques de son clan avec les pratiques populaires du petit peuple chrétien. 
La contrée irlandaise, devenue île référence du sacré, a joué un rôle de révélateur des croyances héritées des premiers chrétiens. Pratiques et croyances austrasiennes sont étonnamment libres et variées, marque fondamentale de l'attitude judéo-chrétienne, et, beaucoup plus souvent qu'on ne croit d'origine locale ou pleinement réceptive au plus vieux fond religieux de l'humanité, perpétuant l'héritage des hiérophanies des lieux. 
Grimoald, maire du palais, a favorisé l'emprise en Austrasie méridionale de Leudin Bodon et de sa femme. Cette famille participe à l'histoire et à la fondation légendaire de Gondrecourt et de Badonviller, qui devient plus tard la capitale estivale des comtes de Salm, avoués de l'abbaye de Senones.
Il semble qu'Etival à l'origine ne s'éloigne pas beaucoup de l'évêché de Toul, mais en réalité c'est la famille de Leudin Bodon, qui garde la haute main sur le ban d'Etival beaucoup plus étendu vers l'ouest qu'on ne le croit souvent, incluant Nossoncourt, et surtout pas l'évêque s'il est issu d'une famille rivale ou éloignée. 
Pour une présentation synoptique des fondateurs ou des protecteurs des bans vosgiens de val de Meurthe, conforme à la recherche actuelle : Gondelbert de Senones, saint Dié, Spin ou Spinule, Leudin Bodon, Richarde de Souabe.